# Тейлоризм

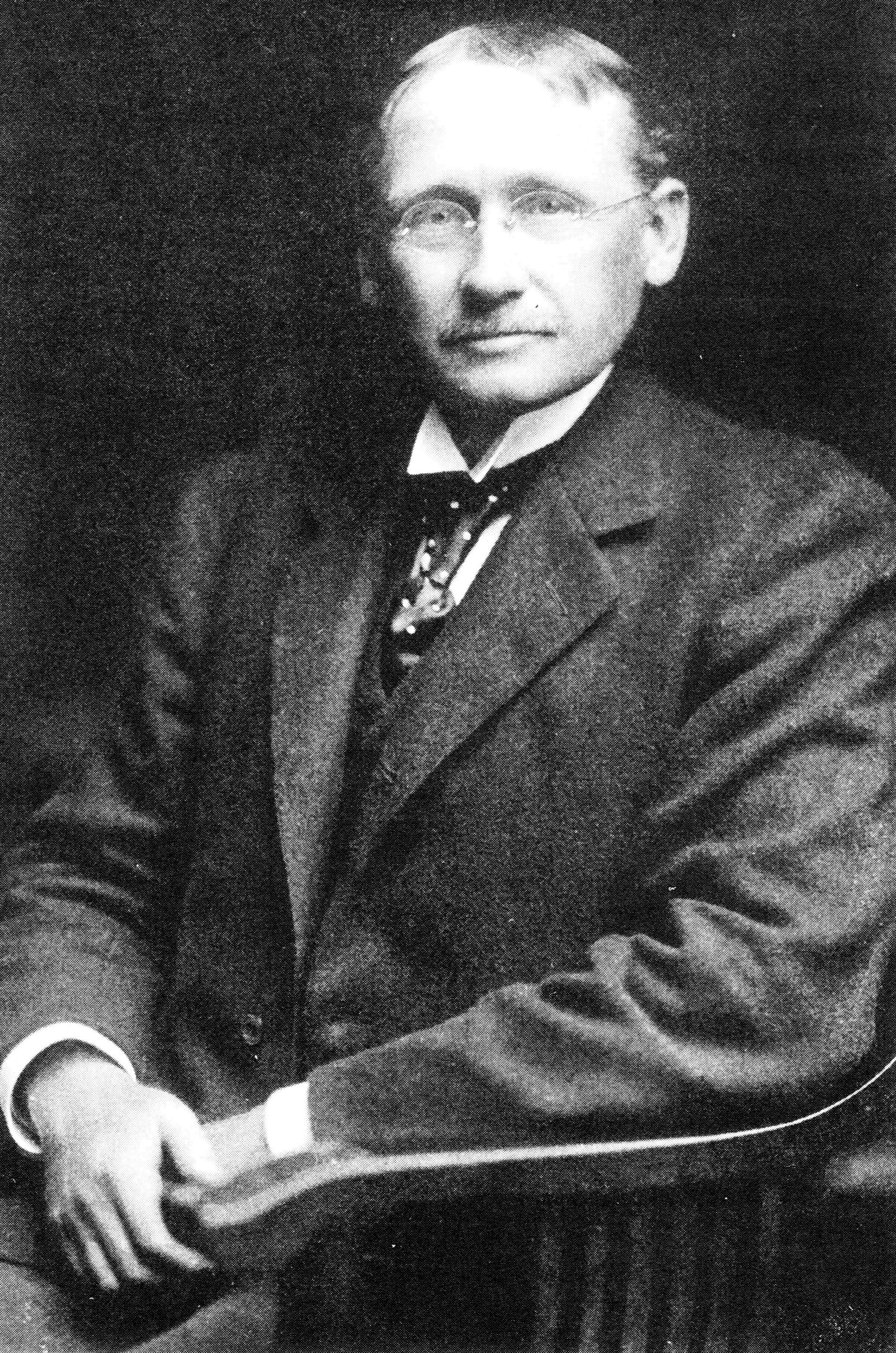
Фредерік Тейлор, 1856—1915

Тейлори́зм ( англ. Taylorism) — одна з теорій управління або наукова організація праці, яка проаналізувала і узагальнила робочі процеси. Її основною метою було підвищення економічної ефективності, особливо продуктивності праці. Використання даного підходу було однією з перших спроб застосувати науку для конструювання процесів і управління. Основоположник теорії — Фредерік Вінслоу Тейлор.

## Історія
Розробку основ своїх теорій Фредерік В. Тейлор почав у 1880-х — 1890-х роках: працюючи токарем і майстром в обробній промисловості у компанії Midvale Steel, Тейлор зауважив природні відмінності у продуктивності працівників, які, на його думку, були викликані різним причинами, у тому числі здібностями, рівнем розвитку інтелекту і мотивації. Тейлор одним з перших спробував теоретично обґрунтувати те, що відбувається. Тобто виявити, які відмінності існували і чому, як це можна пояснити з точки зору передового досвіду, і як це може бути поширене на інші галузі через покрокову стандартизацію процесів. Він вважав, що прийняття рішень, засноване на традиції і емпіричних правилах, повинне бути замінене точними процедурами, розробленими в ході ретельного вивчення кожного працівника, у тому числі через дослідження часу і рухів, яке направлене на виявлення або розробку «кращого способу» виконання будь-якого завдання. Тейлоризмом почали називати науковий менеджмент. Проте, він не був просто академічним дослідженням. Це була система організації виробництва покликана максимізувати обсяг промислової продукції. Вона мала великий вплив на організацію тогочасної технології та промислової діяльності. Завдання такої системи полягало у збільшенні продуктивності праці та зниженні виробничих витрат.
Вперше Тейлор опублікував свої теорії у монографіях «Управління майстерні» у 1903 р. (англ. Shop Management) і «Принципи наукового управління» ( англ. The Principles of Scientific Management) у 1911. Головну увагу було сконцентровано на підвищення продуктивності праці, яка, на його думку, повинна збагатити господарів і робітників, але для цього необхідний переворот в психології одних і других. По суті, ці книги стали першими посібниками з наукового менеджменту, де розвиваються його три основні напрями: 
- нормування праці,
- систематичний відбір і навчання персоналу,
- грошові стимули, як винагороду за кінцевий результат.

Надалі раціоналізація управління привела до його поділу на складові елементи: визначення мети, підготовка засобів, використання коштів і контроль.
Пік впливу тейлоризму припав на 1910-ті роки.
У 1920-х роках, хоча основи тейлоризму як і раніше використовували, починалася епоха конкуренції і синкретизму з протилежними або більш широкими ідеями.
До 1930-х років тейлоризм взагалі застарів як окрема теорія або школа думки. Але більшість тем тейлоризму як і раніше вважаються важливою частиною промислової інженерії і менеджменту:
1. Створення наукового фундаменту для заміни старих принципів роботи.
2. Відбір працівників повинен проводитися на науковій основі, і надалі повинне реалізовуватися їх професійне навчання.
3. Організація стимулювання праці на основі отриманого кінцевого продукту.
4. Співпраця працівників з адміністрацією.
5. Справедливий розподіл обов'язків між працівниками.

## Основні теми тейлоризму
- Аналіз;
- Синтез;
- Логіка;
- Раціональність;
- Емпіризм;
- Трудова етика;
- Ефективність;
- Система управління відходами;
- Стандартизація;
- Найкращі практики;
- презирство до збереження традиції заради самої ідеї або просто для захисту соціального статусу конкретного працівника з конкретними навичками;
- перетворення ремісничого виробництва у масове виробництво;
- передача знань між працівниками і від працівників інструменту;
- Процеси;
- Документація.

## Критика тейлоризму
З моменту появи тейлоризм як система викликав безліч критичних зауважень. П. Друкер з цього приводу писав, що Тейлор здійснив величезний вплив на розвиток науки, але його ідеї «стикалися з упертим нерозумінням і старанним перебріхуванням». Найчастіше Тейлору дорікають в наступному:
1. заперечення людського фактора, «механістичне розуміння індивіда і його місця в організації», погляд на робітника як на бездушне продовження машини;
2. робітники реагують тільки на грошову винагороду;
3. не розглядається можливість просування робітника по службі;
4. не надається значення соціальному контексту праці;
5. поширення наукового менеджменту дозволило досягти підвищення продуктивності праці, але призвело до посилення експлуатації найманих робітників.

Але, попри критику положень системи, не можна заперечувати, що тейлоризм став основою для сучасних систем організації праці, що застосовуються в країнах з ринковою економікою.

Серед критиків тейлоризму чи не найвідомішим був В.Ленін, який називав систему, запропоновану Ф. Тейлором «науковою системою вичавлювання поту», натякаючи на негуманний і експлуатаційний характер такого підходу до організації праці найманих працівників.